# Schönborn-Gymnasium Bruchsal
Das Schönborn-Gymnasium Bruchsal ist mit seiner Gründung um 1755 eine der ältesten Schulen Badens. Das Bruchsaler Gymnasium verfügt über ein sprachliches sowie naturwissenschaftliches Profil.

## Geschichte
Die Geschichte der Schule begann 1723 mit der Einrichtung einer Stiftung zur Gründung einer Lateinschule durch Kardinal Hugo Damian von Schönborn. Dessen Nachfolger als Fürstbischof von Speyer, Franz Christoph von Hutten, holte 1753 die Jesuiten nach Bruchsal und beauftragte sie mit dem Lehrbetrieb im nicht erhaltenen alten Schloss. 1757 wurde das Gymnasium feierlich eingeweiht. Da jedoch über die Zeit dazwischen kaum etwas bekannt ist und der Unterricht schon zuvor aufgenommen wurde, gilt heute offiziell 1755 als das Gründungsjahr der Schule.
1773 wurde das Gymnasium mit dem Priesterseminar zusammengelegt und zog in den Südflügel von dessen Gebäude an der Wilderichstraße, der heute vom Finanzamt genutzt wird. 1797 wurden die beiden Einrichtungen wieder getrennt und nach der Auflösung des Jesuitenordens Augustiner als Lehrer am katholischen Gymnasium einberufen. 1828 wurde ein Schulgeld eingeführt.
1845 wurde die Schule in den Nordflügel des ehemaligen Seminargebäudes verlegt, der direkt am Schönborn-Schloss liegt und heute als Pfarrsaal der Hofkirche dient. 1870 wurde der katholische Status aufgehoben und für konfessionelle Parität unter den Lehrern gesorgt. 1880 fanden hier erstmals Abiturprüfungen statt. 1938 wurde die Schule nach ihrem Standort Schloss-Gymnasium benannt.
1945 wurde das Gebäude bei einem Luftangriff völlig zerstört. Als 1946 der Unterricht wiederaufgenommen wurde, fand dieser zunächst in den Räumlichkeiten des Privatgymnasiums St. Paulusheim statt, bevor er 1950 kurzfristig in den wiederaufgebauten Westflügel des Justus-Knecht-Gymnasiums verlegt wurde. 1951 schließlich zog die Schule an ihren heutigen Standort, in das wiederaufgebaute und aufgestockte sogenannte Reservegebäude, das Fürstbischof von Hutten 1750 im Stadtgarten ursprünglich als Wasserreservoir mit aufgesetztem Lustschloss erbaut hatte. 1954 erfolgte die Umbenennung der Schule nach ihrem Stifter in Schönborn-Gymnasium, nachdem schon 1953 ein Förderverein Freunde des Schönborn-Gymnasiums gegründet worden war.
Anfang der 1960er Jahre reichte der Platz im Schönborn-Gymnasium nicht mehr aus. Es wurde zunächst über einen Erweiterungsbau, dann über eine erneute Verlegung der Schule in einen Neubau wieder in der Wilderichstraße nachgedacht. Da der dort zur Verfügung stehende Bauplatz sich jedoch als nicht groß genug für das Gymnasium herausstellte, wurde schließlich beschlossen, dort eine Volksschule (Grund- und Hauptschule) zu bauen, um damit die Freiherr-vom-Stein-Schule zu entlasten, die sich den Reservegebäude-Komplex mit dem Schönborn-Gymnasium teilte. 1967 wurde der Schulbetrieb in der Johann-Peter-Hebel-Schule aufgenommen und das Schönborn-Gymnasium (das zu diesem Zeitpunkt auch einen neusprachlichen Zug einrichtete) konnte die frei werdenden räumlichen Kapazitäten der Freiherr-vom-Stein-Schule nutzen, bis diese schließlich 1976 gänzlich aufgelöst wurde und das Schönborn-Gymnasium die gesamte Anlage alleine nutzen konnte. Schon 1979 wurde dennoch ein Erweiterungsbau für den Musik- und Kunstunterricht sowie die naturwissenschaftlichen Räumlichkeiten eingeweiht.

## Schule heute
Am Schönborn-Gymnasium Bruchsal können die Schüler das Abitur nach der zwölften Jahrgangsstufe erwerben.
Im Bereich der Fremdsprachen sind folgende Profile möglich:
- Altsprachliches Profil mit Latein und Altgriechisch
- Neusprachliche Profile mit Englisch und zwei weiteren Sprachen (Französisch, Spanisch, Griechisch oder Latein)
- Naturwissenschaftliche Profile mit Englisch, Naturwissenschaft und Technik und einer weiteren Sprache (Französisch oder Latein)
- Europäisches Gymnasium mit Englisch, Latein, Griechisch und einer weiteren Sprache (Französisch oder Spanisch)

Das Schönborn-Gymnasium verfügt über eine eigene Mensa und bietet in den Klassenstufen 5 und 6 ein offenes Ganztagesangebot mit Hausaufgabenbetreuung und Arbeitsgemeinschaften an.
Die Schule verfügt über modern ausgestattete Klassen- und Fachräume und fungiert bei der Ausstattung mit digitalen Medien als Pilotschule.
SBG-TV, der „Fernsehsender“ der Schule, produziert regelmäßig Videos über die Schule und veröffentlicht diese auf seinem YouTube-Kanal.

## Personen
Direktoren
- 2019–2024 Georg Leber

Lehrer
- Franz Bläsi (1893–1963), Politiker, MdL, Bürgermeister von Bruchsal (Lehrer hier von 1919 bis 1941)

Bekannte ehemalige Schüler
- Immaculata Baumann (1907–1992), Äbtissin des Klosters Waldsassen (Abitur 1925)
- Ulrich Bayer (* 1962), evangelischer Pfarrer und Kirchenhistoriker
- Salomon Carlebach (1845–1919), orthodoxer Rabbiner, Lehrer, Autor und national-konservativer Politiker (Schüler hier bis 1863)
- Johannes Ehmann (* 1958), evangelischer Theologe und Kirchenhistoriker (Abitur 1977)
- Carl Einstein (1885–1940), Kunsthistoriker und Schriftsteller (Abitur 1904)
- Friedhelm Ernst (1946–2015), Politiker (Abitur etwa 1966)
- Adam Hammer (1818–1878), Militärarzt und Revolutionsteilnehmer (Abschluss 1837)
- Jacob Hecht (1879–1963), Binnenschifffahrtsreeder (Abschluss ca. 1900)
- Friedrich Kiefer (1897–1985), Zoologe und Lehrer
- Johannes Loew (1771–1833), Jurist und Staatsbeamter
- Ludwig Marum (1882–1934), jüdischer Rechtsanwalt und Politiker (Abitur 1900)
- Ludwig Friedrich Mayer (1905–1950), Diplomkaufmann und Raiffeisenverbandsdirektor
- Brigitte Mohnhaupt (* 1949), RAF-Terroristin (Abitur 1967)
- Franz Josef Mone (1796–1871), Archivar und Historiker (Schüler hier bis 1812)
- Otto Oppenheimer (1875–1951), Tuchgroßhändler (Schüler hier um 1890)
- Moses Präger (1817–1861), Rabbiner (Abschluss 1837)
- Leopold Regensburger (1834–1900), Anwalt (Schüler hier bis etwa 1850)
- Margret Ruep (* 1950), Ministerialdirektorin, Amtschefin des Ministeriums für Kultus, Jugend und Sport Baden-Württemberg (Abitur ca. 1970)
- Leonhard Schanzenbach (1852–1938), Theologe (Schüler hier bis etwa 1870)
- August Vogel (1927–2015), Architekt (Schüler hier bis 1944)